# Samuel Gelblung
Samuel Gelblung (Buenos Aires, Argentina; 7 de febrero de 1944), más conocido como Chiche Gelblung, es un periodista, conductor argentino de radio, televisión, fotógrafo y corresponsal de guerra.

## Biografía
Gelblung creció en una familia de clase media porteña de activa militancia en el Partido Comunista y vivió hasta los 14 años en el barrio de Villa Devoto. Director de la revista "Gente”.

## Trayectoria

### Inicios
Ingresó en la revista Gente en 1966 bajo las órdenes de Raúl Urtizberea.
Con el pseudónimo de Mariano Ovejero, incursionó en el mundo del espectáculo como cantante de tango en La Botica del Ángel  mientras trabajaba en Editorial Atlántida bajo las órdenes de Carlos Fontanarrosa. Gelblung utilizó ese pseudónimo cuando debió cubrir la Guerra de los Seis Días en el año 1967, allí mismo, fue su primer actuación como corresponsal de guerra.

### Gráfica
El escritor argentino Julio Cortázar (1914-1984) denunció que la dictadura cívico-militar argentina asesinó a 30 000 personas. Por ello Chiche Gelblung lo consideraba uno de los jefes de la "campaña antiargentina". 
Gelblung fue jefe de redacción de la revista Gente desde 1976 hasta 1978 (durante la época más dura de la dictadura cívicomilitar. El 25 de mayo de 1978 hizo una nota desde Francia acerca de las acusaciones de organismos de Derechos Humanos de los exiliados argentinos en París ―liderados por el escritor argentino Julio Cortázar― titulada «Cara a cara con los jefes de la campaña antiargentina».

El terrorismo abrió un frente externo. (...) Pero el país no está desarmado para hacerles frente. Debe contrarrestar ―con la verdad, su arma más poderosa― esa campaña.
Chiche Gelblung (34)

Durante la década de 1980, estuvo a cargo de la revista La Semana. Se desempeñó como columnista en los periódicos Ámbito Financiero y La Nación, periódico en el cual llegó a ser director a finales de los años 1980.
En octubre de 2006, fundó el diario digital Minuto Uno. A mitad del 2009 se alejó de la dirección y siguió adelante con un nuevo portal, Edición10, que armó para transmitir en vivo el Mundial de Sudáfrica. En pocos meses el sitio superó las 50.000 visitas diarias. A fines de agosto de 2009, Chiche armó un nuevo emprendimiento en la web, apuntando a un portal periodístico a su estilo y lanzó al mercado para competir en los primeros puestos el diario digital DiarioVeloz.com. El 1° de agosto de 2019, lanzó un nuevo portal de noticias llamado InfoVeloz. para reemplazar al anterior por deudas acumuladas con la empresa que se encargaba del mantenimiento del sitio y por juicios con exempleados del diario. 
En 2009, Gelblung expresó su respaldo a la Ley de Servicios de Comunicación Audiovisual, que reemplazó a la vieja Ley de Radiodifusión 22.285 sancionada durante la última dictadura militar:

Creo necesaria la aprobación de una nueva ley de radiodifusión [...] básicamente es una herencia de la dictadura, que se manejó con una falta de concepto de futuro. Se pensó más para administrar el momento, que de acuerdo a cómo avanzaría luego la globalización, la concentración de los medios y todo ese tipo de cosas. Me parece que hace falta básicamente porque quedó vetusta, y porque es una herencia que habría que adaptarla a los nuevos conceptos de la democracia. Los medios y los periodistas hacen recortes de la realidad. Un diario publica 80 noticias, en un mundo en el que pasan miles de cosas por día. La gente va armando su propia construcción, yo no le asigno ni a los medios ni a los periodistas demasiado poder aunque es obvio que cuanto más medios se tienen, más poder se tiene y más se puede incidir para que ese recorte de la realidad tenga determinadas características.
Chiche Gelblung

En junio de 2012, Gelblung abrió un nuevo portal de noticias del mundo del espectáculo: RatingCero, junto con los periodistas Rodrigo Lussich y Adrián Pallares. En menos de 5 meses, el emprendimiento superó las 100.000 visitas diarias.

### Radio
Desde 1991 hasta 1992 condujo el programa matinal de Radio La Red junto a Carolina Papaleo. En 1993 colaboró en Primera mano y Tiempos Modernos, ambos de Radio Continental.
Entre 1994 y 1995 condujo el programa periodístico La Súper Mañana de Chiche Gelblung que se emitió por Aspen 102.3  y que iba de lunes a viernes de 7:00 de la mañana hasta las 13:00 horas.
Entre 1998 y 2008 condujo el programa Edición Chiche por Radio 10, liderando por muchos años la franja horaria frente al resto de programas competidores.
A fines de 2008 firmó contrato con Radio Mitre, emisora radial integrante del Grupo Clarín, y permaneció al aire desde inicios de 2009 hasta fines de 2012 con el programa Hola Chiche, que se transmitió de lunes a viernes de 09:00 a 13:00 horas. Estuvo acompañado por Horacio Pagani (periodista deportivo), Marcela Giorgi (locutora, periodista y conductora), Cristina Wargon (periodista); y equipo. Su programa está considerado como el segundo en audiencia, entre otros que salen al aire en su mismo horario.

En dos semanas, Gelblung consiguió para Mitre logros indiscutibles: destripó la mafia policial en el caso Bergara, demolió «en chiste» a Ricardo López Murphy, enseñó cómo se descubre a un columnista (Alberto Moya, de un periódico de Berazategui); y además, hablando con el embajador argentino en Islandia, sobre la presidenta lesbiana, extrajo datos formidables sobre la vida en ese país.
Luis Frontera (revista Noticias)

En 2013 Gelblung rescindió su contrato con el Grupo Clarín para formar parte del Grupo Indalo, y regresó como conductor de la mañana de Radio 10.
En 2014 anunció su partida de Radio 10, perteneciente al Grupo Indalo, aduciendo no haber tenido libertad para trabajar.[cita requerida] A partir de febrero de 2015, Chiche desembarcó en Radio Rivadavia. Con nuevo equipo, conformado por Nestor Sclausero, Franco Rabaglio, Lucía Di Roma y Norma Aguilera, el periodista conduce Sobrevivientes de 17 a 19 en AM 630 Radio Rivadavia.
Desde febrero de 2016 el programa Hola Chiche pasa a formar parte de la programación de la emisora  Radio Belgrano, en el horario de 9 a 11.

### Televisión
Gelblung presentó diversos programas periodísticos y asistió como invitado a importantes ciclos.
A principios de los años 1990 comenzó a trabajar en televisión, conduciendo el magazine televisivo Memoria, que se transmitía por Canal 9. En un principio se centraba en investigaciones sobre hechos paranormales y misteriosos, aunque, con los años, empezó a tratar temas de actualidad. En 1991 desenmascaró al estafador parapsicólogo cordobés Ricardo Gil Lecha; invitó al ilusionista experto en engaños psíquicos Ladislao Enrique Márquez para que desmontara el affaire. En 1995, cuando un canal de la competencia presentó la autopsia del  «extraterrestre» de Roswell, encargó reconstruir el muñeco y el film para demostrar la facilidad con que se podía falsificar el pretendido documental. Ese mismo año 1995, con el mismo fin de desenmascarar fraudes, Gelblung reprodujo las supuestas operaciones sin bisturí que realizaba el filipino Alex Orbito. Condujo el ciclo hasta 2002.
En 2009 pasó a Canal 13 donde condujo el programa 70.20.10 durante cuatro años para luego regresar en 2013 a Canal 9. En 2013, como parte del acuerdo con Indalo por el que regresó a Radio 10 también pasó a integrar la grilla del canal de noticias C5N.
A principios del año 2022, más específicamente en febrero, Chiche, se convirtió nuevamente en corresponsal de guerra yendo a cubrir la Intervención rusa en Ucrania.

## Polémicas y controversias
Fue cuestionado por el programa de televisión 6, 7, 8 porque en su programa de Radio Mitre, en vísperas de la conmemoración del Día Nacional de la Memoria por la Verdad y la Justicia, el periodista se preguntó al aire:

¿El 24 de marzo qué es? [...] ¿El 24 por qué es feriado?
Chiche Gelblung

Además, sugirió que la desaparición de Julio López no se trató de un secuestro, sino que tal vez la víctima sufriera de Alzheimer o lagunas mentales y que eso haya sido la causa de su desaparición.
En otra de sus polémicas afirmaciones, en el mismo programa de radio, sugirió que una de las formas de combatir la delincuencia era legalizando el aborto.
En 1996 Gelblung fue denunciado por apología del delito luego de haber presentado en su programa al filósofo Antonio Escohotado que promovía el uso de la cocaína.
Gelblung es señalado por algunos sectores como colaboracionista del Proceso de Reorganización Nacional.
Gelblung ―junto a otros periodistas como Mariano Grondona, Joaquín Morales Solá y Magdalena Ruiz Guiñazú, entre otros― fue condenado como «traidor a la patria» en una parodia de juicio por un «tribunal popular» presidido por Hebe de Bonafini.

## Vida privada
Gelblung estuvo casado en primeras nupcias por la Iglesia católica (en la abadía de San Benito) y civilmente con Marta Inés Velasco (1949-). Posteriormente se casó con su actual esposa, la exmodelo Cristina Seoane, con quien tuvo tres hijos y tres nietos.
El día 24 de junio de 2020 fue internado en el Sanatorio Los Arcos en la ciudad de Buenos Aires por un cuadro de "sepsis y neumonía", según informaba el canal Crónica Televisión.
El 30 de noviembre de 2023 fue trasladado e internado de urgencia en el Sanatorio Mater Dei debido a una insuficiencia renal. Ese mismo día Javier Milei, entonces presidente electo de la Nación Argentina, acudió a visitarlo.

## Participaciones

### Radio
| Programa                           | Radio                | Período             |
| ---------------------------------- | -------------------- | ------------------- |
| Primera mano                       | Radio La Red         | 1991-1992           |
| Primera mano                       | Radio Continental    | 1993                |
| Tiempos Modernos                   | Radio Continental    | 1993                |
| La Súper Mañana de Chiche Gelblung | Aspen 102.3          | 1994-1995           |
| La Súper Mañana de Chiche Gelblung | La 100               | 1996-1997           |
| Edición Chiche                     | Radio 10             | 1998-2008           |
| Hola Chiche                        | Radio Mitre Radio 10 | 2009-2012 2013-2014 |
| Sobrevivientes                     | Radio Rivadavia      | 2015                |
| Hola Chiche                        | Radio Del Plata      | 2016 - presente     |

### Televisión
| Programa                    | Canal      | Período                  |
| --------------------------- | ---------- | ------------------------ |
| Memoria                     | Canal 9    | 1994-2002                |
| La 12 y Chiche              | Canal 9    | 1997                     |
| Edición Chiche              | Canal 9    | 2002-2005                |
| América Noticias 1ª edición | América TV | 2005                     |
| De Dónde Vengo              | Magazine   | 2008                     |
| Polémica en el bar          | Canal 9    | 2003-2005                |
| La Vida es Bella            | Canal 9    | 2006-2007                |
| 70.20.10                    | El Trece   | 2009                     |
| 70.20.11                    | El Trece   | 2010                     |
| 70.20.12                    | El Trece   | 2011                     |
| 70.20.13                    | El Trece   | 2012                     |
| 70.20.Hoy                   | Canal 9    | 2013, 2023-presente      |
| Chiche en vivo              | C5N        | 2014                     |
| Argentina Despierta         | Canal 26   | 2015                     |
| Polémica en el bar          | América TV | 2017, 2019-2020, 2023    |
| Chiche                      | Crónica HD | 2017-2020, 2021-presente |

### Internet
Gelblung es creador y partícipe de cinco portales de noticias:
| Sitio        | URL                                                                         | Período       |
| ------------ | --------------------------------------------------------------------------- | ------------- |
| MinutoUno    | www.minutouno.com/                                                          | 2007-2009     |
| Edicion10    | www.edicion10.com/ Archivado el 25 de octubre de 2020 en Wayback Machine.   | 2010          |
| Infoveloz    | www.infoveloz.com/                                                          | 2010-presente |
| Ratingcero   | www.ratingcero.com/                                                         | 2012-presente |
| Justiciacero | www.justiciacero.com/ Archivado el 7 de octubre de 2016 en Wayback Machine. | 2013          |

## Libros
- Samuel "Chiche" Gelblung, con la colaboración de Fernanda Kersman (2006). Manual Chiche. Buenos Aires: Ediciones B. ISBN 987-1222-32-7.

## Premios y nominaciones
| Año  | Premios               | Categoría                                   | Nominación        | Resultado |
| ---- | --------------------- | ------------------------------------------- | ----------------- | --------- |
| 2002 | Premios Martín Fierro | Mejor Programa Periodístico en Radio        | Edición Chiche    | Nominado  |
| 2003 | Premios Martín Fierro | Mejor Programa Periodístico en Radio        | Edición Chiche    | Ganador   |
| 2003 | Premios Martín Fierro | Mejor Labor Periodística Masculina en Radio | Edición Chiche    | Nominado  |
| 2004 | Premios Martín Fierro | Mejor Programa Periodístico en Radio        | Edición Chiche    | Nominado  |
| 2004 | Premios Martín Fierro | Mejor Labor Periodística Masculina en Radio | Edición Chiche    | Ganador   |
| 2004 | Premios Martín Fierro | Mejor Programa Periodístico en Radio        | Edición Chiche    | Ganador   |
| 2004 | Premios Martín Fierro | Mejor Labor Periodística Masculina en Radio | Edición Chiche    | Nominado  |
| 2005 | Premios Martín Fierro | Mejor Labor Periodística Masculina en Radio | Edición Chiche    | Nominado  |
| 2005 | Premios Martín Fierro | Mejor Programa Periodístico en Radio        | Edición Chiche    | Nominado  |
| 2005 | Premios Martín Fierro | Mejor Labor Periodística Masculina en Radio | Edición Chiche    | Nominado  |
| 2006 | Premios Martín Fierro | Mejor Programa Periodístico Diario en Radio | Edición Chiche    | Ganador   |
| 2006 | Premios Martín Fierro | Mejor Labor Periodística Masculina en Radio | Edición Chiche    | Nominado  |
| 2007 | Premios Konex         | Comunicación y Periodismo: Conductor radial | él mismo          | Ganador   |
| 2009 | Premios Martín Fierro | Mejor Programa Periodístico Diario en Radio | Hola Chiche       | Nominado  |
| 2010 | Premios Martín Fierro | Mejor Programa Periodístico en Radio        | Hola Chiche       | Ganador   |
| 2018 | Premios Martín Fierro | Mejor Panelista                             | Pamela a la tarde | Ganador   |